# Boqueirão do Piauí
Boqueirão do Piauí é um município brasileiro do estado do Piauí. Localiza-se a uma latitude 04º29'12" sul e a uma longitude 42º04'26" oeste, estando a uma altitude de 123 metros. Sua população estimada em 2010 era de 6.193 habitantes, a População estimada de 2013 e de 6.335 habitantes.
Possui uma área de 278,297 km².

## Localização
| Noroeste: Cabeceiras do Piauí                        | Norte: Boa Hora                               | Nordeste: Capitão de Campos               |
| Oeste: Cabeceiras do Piauí e Nossa Senhora de Nazaré |                                               | Leste: Capitão de Campos e Cocal de Telha |
| Sudoeste: Nossa Senhora de Nazaré                    | Sul: Nossa Senhora de Nazaré e Cocal de Telha | Sudeste: Cocal de Telha                   |

## História

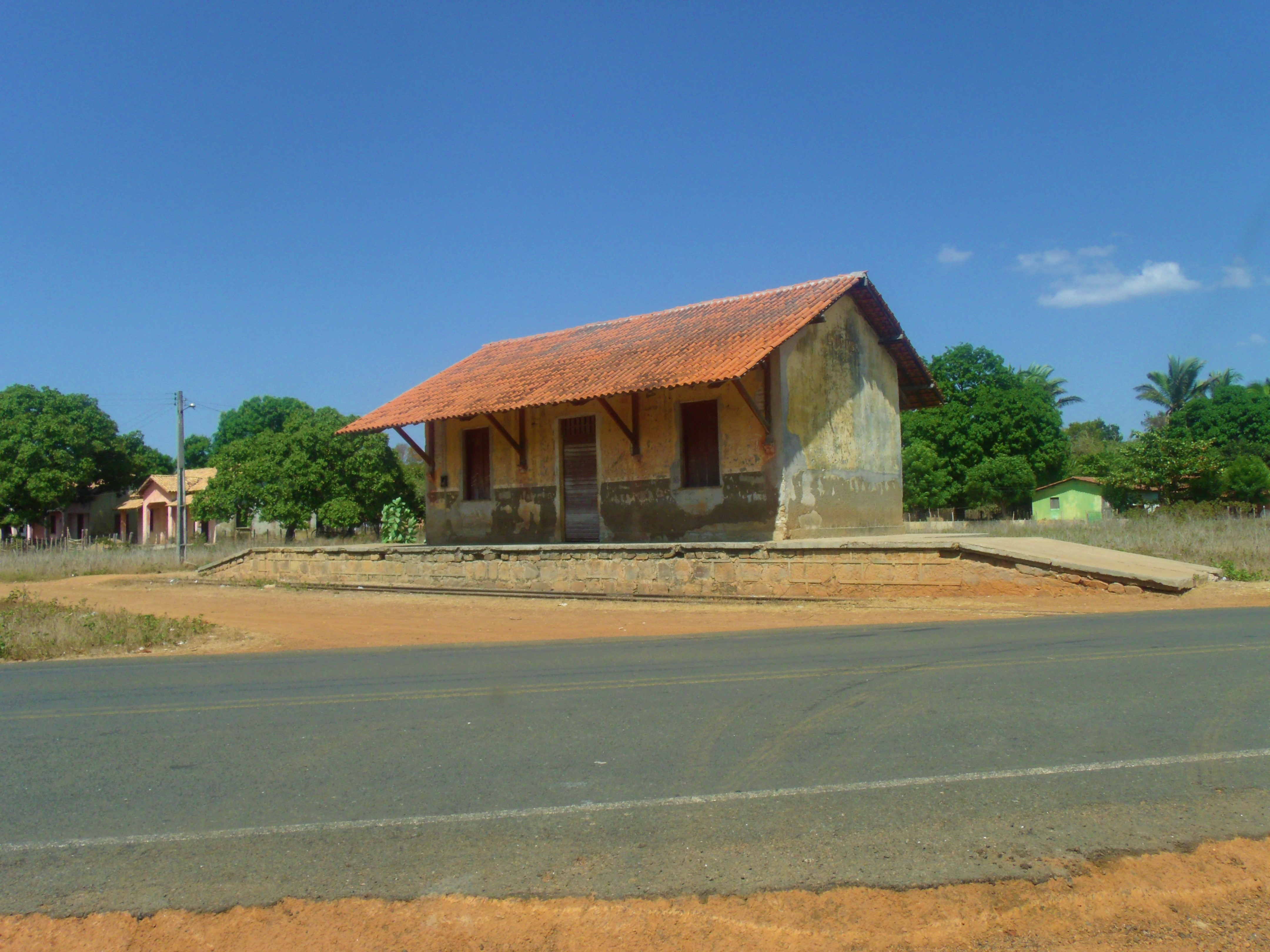
Estação Ferroviária da Sambaíba, uma das construções que fazem parte do patrimônio histórico do município.

Sua elevação à categoria de município vem do artigo 35, inciso II do ato das disposições constitucionais transitórias da Constituição do Estado do Piauí de 5 de outubro de 1989, com topônimo, área territorial e limites estabelecidos pela lei estadual nº 4.680, de 26 de janeiro de 1994, foi desmembrado do município de Campo Maior e instalado em 1 de janeiro de 1997, com a posse da Câmara Municipal e do primeiro prefeito eleito. A divisão territorial pelo IBGE e datada de 15-VII-1997. (fonte: Biblioteca do IBGE).

## Cultura

### Biblioteca Municipal

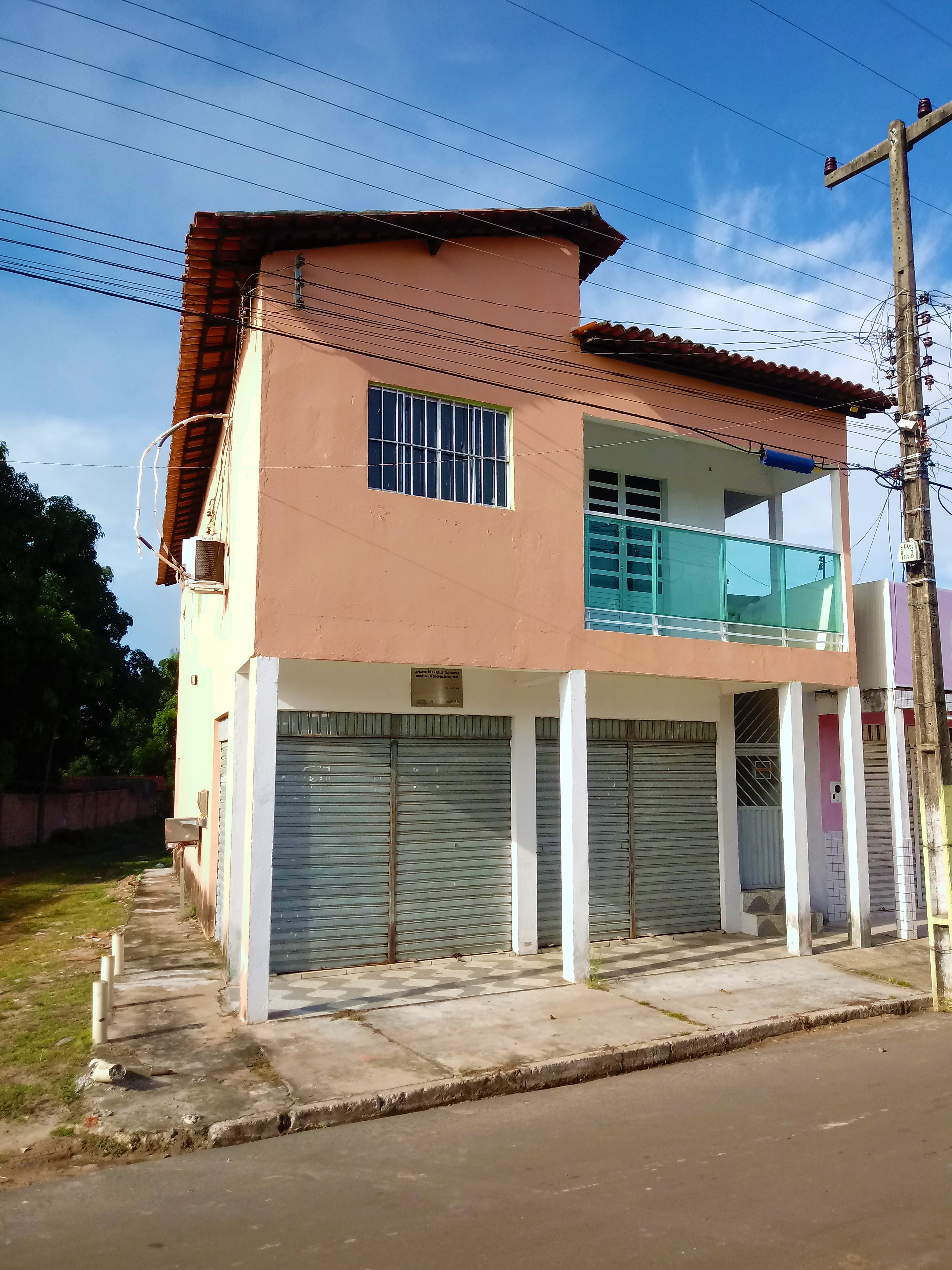
Biblioteca Municipal de Boqueirão do Piauí, inaugurada no dia 1 de maio de 2010.

Uma biblioteca municipal também é um dos lugares do turismo de uma cidade e o  município de Boqueirão do Piauí  tem a Biblioteca Pública Municipal de Boqueirão do Piauí e conforme a lista do Sistema Nacional de Bibliotecas Públicas fica situada na rua Tancredo Neves, s/n, no centro da área urbana.

### Museu
A informar

## Ligação rodoviária
A principal via rodoviária do município é a rodovia PI-331 que liga a sede do município à BR-343, que pela lei estadual nº 5.858/2009 foi denominada de Rodovia João de Sousa Martins.

## Lista de prefeitos
- Ver: Lista de prefeitos de Boqueirão do Piauí